# ATP Porto
Das ATP-Turnier von Porto (offiziell zuletzt Oporto Open) war ein Herren-Tennisturnier, das in den Jahren 1995 und 1996 in Porto ausgetragen wurde.

## Geschichte
Gespielt wurde im Freien auf Sand. Das Turnier wurde im Rahmen der ATP World Series veranstaltet, der Vorgängerserie der ATP Tour 250.
Angesetzt war das Turnier zwischen Roland Garros und Wimbledon, nach seinem Ausscheiden aus dem Tourkalender übernahm das Turnier von Bologna diesen Termin. In den Jahren 2001 und 2002 wurde in Porto auch ein Damenturnier ausgetragen.

## Siegerliste
Weder im Einzel noch im Doppel ist es einem Spieler gelungen, beide Austragungen zu gewinnen. 1996 konnten mit Emanuel Couto und Bernardo Mota zwei einheimische Spieler die Doppelkonkurrenz für sich entscheiden.

### Einzel
| Jahr | Sieger              | Finalgegner  | Finalergebnis  |
| ---- | ------------------- | ------------ | -------------- |
| 1996 | Félix Mantilla      | Hernán Gumy  | 6:75, 6:4, 6:3 |
| 1995 | Alberto Berasategui | Carlos Costa | 3:6, 6:3, 6:4  |

### Doppel
| Jahr | Sieger                         | Finalgegner                 | Finalergebnis |
| ---- | ------------------------------ | --------------------------- | ------------- |
| 1996 | Emanuel Couto Bernardo Mota    | Joshua Eagle Andrew Florent | 4:6, 6:4, 6:4 |
| 1995 | Tomás Carbonell Francisco Roig | Jordi Arrese Àlex Corretja  | 6:3, 7:6      |